# Farid Zablith Filho
Farid Zablith Filho (São Paulo, 5 de agosto de 1942) é um nadador brasileiro, que participou de duas edições dos Jogos Olímpicos pelo Brasil.
Formou-se em marketing e matemática nos Estados Unidos.
Ocupou cargos de direção no Club Athletico Paulistano e, atualmente, é vice-presidente de esportes aquáticos do Corinthians.

## Trajetória esportiva
Durante a infância, Farid Zablith Filho conheceu diferentes esportes no Paulistano mas, em decorrência de complicações de uma cirurgia de apêndice, foi aconselhado a praticar esportes que não envolvessem contato físico e, por isso, escolheu a natação.
Em 1959 ganhou seu primeiro campeonato brasileiro.
Participou dos Jogos Pan-Americanos de 1959 em Chicago, e terminou em sétimo lugar nos 200 metros peito.
Nas Olimpíadas de Roma 1960, nadou os 200 metros peito e o revezamento 4x100 metros medley, não chegando à final das provas.
Nos Jogos Pan-Americanos de 1963 em São Paulo, Farid Zablith Filho terminou em quarto lugar no revezamento 4x100 metros medley, e quinto lugar nos 100 metros peito.
Nas Olimpíadas de 1964 em Tóquio, nadou os 200 metros peito e os 4x100 metros medley, não chegando à final das provas.
Foi para os Estados Unidos, ganhou uma bolsa de estudos para nadar pela universidade, e venceu quatro campeonatos nacionais.